# Đạt-lai Lạt-ma
Đạt-lại Lạt-ma (tiếng Anh: Dalai Lama, UK: /ˈdælaɪ ˈlɑːmə/, US: /ˈdɑːlaɪ/; Tiếng Tạng chuẩn: ཏཱ་ལའི་བླ་མ་; Wylie: Tā la'i bla ma [táːlɛː láma]) hay Đạt-lai Lạt-ma hay Đa Lai La Ma là danh hiệu của một nhà lãnh đạo tinh thần của Phật giáo Tây Tạng thuộc trường phái Cách-lỗ (còn gọi là phái "Yellow Hat" - Mũ Vàng trong tiếng Anh), một trường phái mới nhất và chiếm ưu thế nhất trong bốn trường phái chính của Phật giáo Tây Tạng. Đạt-lại Lạt-ma đã truyền được đến người thứ 14 và hiện tại là Tenzin Gyatso (Đặng Gia Châu Mục Thố) đang sống như một người tị nạn ở Ấn Độ. Đạt-lại Lạt-ma được cho là hóa thân của Quán Thế Âm, vị Bồ tát của lòng từ bi.

## Tên gọi
Cái tên "Đạt-lại Lạt-ma" là sự kết hợp của từ dalai (đạt-lại) trong tiếng Mông Cổ có nghĩa là "đại dương" hoặc "biển cả" (xuất phát từ danh hiệu Mông Cổ Dalaiyin qan hoặc Dalaiin khan, được dịch là Gyatso hoặc rgya-mtsho trong tiếng Tây Tạng) và từ Tây Tạng བླ་མ་ (bla-ma) được dịch từ tiếng Phạn guru गुरू có nghĩa là "bậc thầy". "Đạt-lại Lạt-ma" có nghĩa là "Đạo sư với trí tuệ như biển cả". Đạt-lại Lạt-ma còn được biết đến trong tiếng Tây Tạng là Rgyal-ba Rin-po-che (tạm dịch: Nhà chinh phục quý giá), hoặc với cách viết đơn giản hơn là Rgyal-ba.:23
Đạt-lại Lạt-ma là phiên âm Hán Việt từ chữ Hán 达赖喇嘛 (Dá lài lǎ ma). Trên thực tế, sách báo tiếng Việt sử dụng thường xuyên Đạt Lai Lạt Ma. Trong lối dùng hàng ngày nhiều người còn dùng Phật sống để chỉ Đạt-lại Lạt-ma. Theo truyền thống của người Tây Tạng, Đạt-lại Lạt-ma là hiện thân lòng từ của chư Phật và Bồ Tát, người chọn con đường tái sinh trở lại kiếp người để cứu giúp chúng sanh. Danh hiệu Đạt-lại Lạt-ma cũng được hiểu là Hộ Tín (Người bảo vệ đức tin), Huệ Hải (Biển lớn của trí tuệ), Pháp vương (Vua của Chánh Pháp), Như ý châu (Viên bảo châu như ý). Danh hiệu Đạt-lại Lạt-ma được vua Mông Cổ A Nhĩ Thản Hãn phong cho phương trượng của trường phái Cách-lỗ (bo. དགེ་ལུགས་པ་, hay Hoàng giáo) vào năm 1578. Kể từ 1617, Đạt-lại Lạt-ma thứ 5 trở thành người lãnh đạo chính trị và tinh thần của Tây Tạng. Kể từ đó, người Tây Tạng xem Đạt-lại Lạt-ma là hiện thân của Quán Thế Âm và Ban-thiền Lạt-ma là người phụ chính. Mỗi một Đạt-lại Lạt-ma được xem là tái sinh của vị trước. Vị Đạt-lại Lạt-ma thứ 6 có trình độ học thuật rất cao thâm và cũng là một nhà thơ.

## Lịch sử
Trái với quan điểm thông thường, Đạt-lại Lạt-ma không phải là người lãnh đạo tinh thần cao nhất của trường phái Cách-lỗ, địa vị này có tên là Ganden Tripa (Bậc Trì Giữ Pháp Tòa). Vị Đạt-lại Lạt-ma hiện nay là vị thứ 14, sống lưu vong tại Ấn Độ từ 1959 đến nay. Sư được trao giải Nobel Hòa bình năm 1989, đồng thời là người đại diện Phật giáo xuất sắc hiện nay trên thế giới. Các tác phẩm Sư viết trình bày Phật giáo Tây Tạng và Phật pháp nói chung được rất nhiều người đọc, kể cả người trong các nước Tây phương.

## Danh sách
1. Gendun Drup (Căn-đôn Châu-ba, དགེ་འདུན་གྲུབ་པ་, 1391–1474)
2. Gendun Gyatso (Căn-đôn Gia-mục-thố, དགེ་འདུན་རྒྱ་མཚོ་, 1475–1542)
3. Sonam Gyatso (Toả-lãng Gia-mục-thố, བསོད་ནམས་རྒྱ་མཚོ་, 1543–1588)
4. Yonten Gyatso (Vinh-đan Gia-mục-thố, ཡོན་ཏན་རྒྱ་མཚོ་, 1589–1616)
5. Ngawang Lobsang Gyatso (La-bốc-tạng Gia-mục-thố, ངག་དབང་བློ་བཟང་རྒྱ་མཚོ་, 1617–1682)
6. Tsangyang Gyatso (Thương-ương Gia-mục-thố, ཚངས་དབྱངས་རྒྱ་མཚོ་, 1683–1706)
7. Kelzang Gyatso (Cách-tang Gia-mục-thố, བསྐལ་བཟང་རྒྱ་མཚོ་, 1708–1757)
8. Jamphel Gyatso (Khương-bạch Gia-mục-thố, འཇམ་དཔལ་རྒྱ་མཚོ་, 1758–1804)
9. Lungtok Gyatso (Long-đa Gia-mục-thố, ལུང་རྟོགས་རྒྱ་མཚོ་, 1806–1815)
10. Tsultrim Gyatso (Sở-xưng Gia-mục-thố, ཚུལ་ཁྲིམས་རྒྱ་མཚོ་, 1816–1837)
11. Khedrup Gyatso (Khải-châu Gia-mục-thố, མཁས་གྲུབ་རྒྱ་མཚོ་, 1838–1856)
12. Trinley Gyatso (Thành-liệt Gia-mục-thố, འཕྲིན་ལས་རྒྱ་མཚོ་, 1856–1875)
13. Thubten Gyatso (Thổ-đan Gia-mục-thố, ཐུབ་བསྟན་རྒྱ་མཚོ་, 1876–1933)
14. Tenzin Gyatso (Đăng-châu Gia-mục-thố, བསྟན་འཛིན་རྒྱ་མཚོ་, 1936–nay)